# Букет цветов в голубой вазе
«Букет цветов в голубой вазе» («Букет цветов в вазе», «Этюд цветов», фр. Fleur dans un vase) — картина французского художника Поля Сезанна из собрания Государственного Эрмитажа.
На картине изображён букет, составленный из садовых астр, ромашек, пионов и других садовых цветов, стоящий в голубой вазе. Слева внизу подпись художника: P. Cézanne.
А. Г. Костеневич считает что картина была написана в Овер-сюр-Уаз, где Сезанн жил с 1872 года, между 1873 и 1875 годами и мотивирует это тем, что по манере работы она очень похожа на «Букет георгинов в делфтской вазе» из собрания музея Орсе (холст, масло; 73 × 54 см; около 1875 года; инвентарный № RF 1971), также он ссылается на мнение сына художника Поля Сезанна-младшего, который датировал картину 1875 годом. Составители каталога-резоне творчества Сезанна считают что картина была написана в 1877 году) и в качестве аналогии приводят сезанновский натюрморт «Ваза с цветами на ковре с цветочным орнаментом» из собрания наследников Поля Дюран-Рюэля, где изображена эта же самая ваза (холст, масло; 61 × 50 см). 
Картина сразу после создания оказалась в коллекции одного из первых ценителей и коллекционеров живописи импрессионистов Виктора Шоке, который также жил в Овер-сюр-Уаз. Она является одной из крайне немногочисленных подписных работ художника и А. Г. Костеневич выдвинул предположение что Сезанн «подписал её в знак признательности этому страстному любителю его живописи». Н. Ю. Семёнова считает что картина была написана в доме другого друга и соратника импрессионистов Поля Гаше.
В апреле 1877 года картина под названием «Etude de fleurs» была впервые показана публике на Третьей выставке импрессионистов. Как и многие другие картины с этой выставки, работы Сезанна вызвали шквал критики. Но 14 апреля Жорж Ривьер выступил в его защиту: «…в натюрмортах, прекрасных и безупречно точных в смысле взаимоотношения тонов, есть, при всей их правдивости, нечто торжественное», Эмиль Золя 16 апреля писал: «Сильные и прочувствованные полотна этого художника вызовут, наверное, улыбку у буржуа, но тем не менее они свидетельствуют об очень крупном даровании». Однако травля молодых художников продолжалась, в частности популярный в то время художественный критик Роже Баллю 23 апреля писал о Сезанне и Моне: «Они вызывают смех в то время, как над ними следовало бы плакать. Они проявляют глубочайшую безграмотность в рисунке, композиции и передаче цвета. У ребёнка, играющего с бумагой и красками, это получается лучше».
В собрании Шоке и его наследников картина находилась до 1899 года. В начале июля того года она была выставлена на распродаже коллекции Шоке, проходившей в парижской галерее Жоржа Пети, затем она оказалась в галерее Поля Дюран-Рюэля, где её в 1904 году за 1604 франков купил московский промышленник и коллекционер С. И. Щукин. Н. Ю. Семёнова отмечает что картина была самой ранней работой Сезанна в щукинском собрании и по воспоминаниям сына С. И. Щукина Ивана «„Букет“ был одной из немногих картин, нравившихся его матери». По её сведениям, из-за того что художник ещё не преодолел «импрессионистический соблазн» Щукин разместил картину в Музыкальном салоне своего особняка, рядом с работами Моне и Писсарро.
После Октябрьской революции собрание Щукина было национализировано, и с 1923 года картина находилась в Государственном музее нового западного искусства. В 1948 году ГМНЗИ был расформирован и картина была передана в Государственный Эрмитаж. С конца 2014 года выставляется на четвёртом этаже здания Главного штаба, зал 409.
Главный научный сотрудник Отдела западноевропейского изобразительного искусства Государственного Эрмитажа, доктор искусствоведения А. Г. Костеневич в своём обзоре французского искусства середины XIX — середины XX века отмечал, описывая картину:

Опыт импрессионистов Сезанн впитывал главным образом через Писсарро, но в подражание не впадал. В «Букете цветов в вазе» <…> его палитра заметно посветлела, но не настолько, чтобы принят эту картину за образец импрессионизма. Сезанн не хотел жертвовать материальностью предмета ради мимолётности и мерцания. Не цель, а всего лишь средство видел он в импрессионизме. Атмосфера, занимавшая столь важное место в творческом сознании Моне и Писсарро, не устраняется из натюрморта, как не устраняется из его пейзажей, она только застывает и уплотняется.

- «Букет цветов в делфтской вазе». 1873 год. Орсе
- «Ваза с цветами на ковре с цветочным орнаментом». Около 1877 года. Частная коллекция